# Arctostaphylos laxiflora
Arctostaphylos laxiflora là một loài thực vật có hoa trong họ Thạch nam. Loài này được A.Heller ex Eastw. mô tả khoa học đầu tiên năm 1945.